# Semih Kaya
Semih Kaya (Bergama, 24 de fevereiro de 1991) é um futebolista profissional turco que atua como defensor, atualmente defende o Sparta Praha.

## Carreira
Semih Kaya fez parte do elenco da Seleção Turca de Futebol da Eurocopa de 2016.